# Ramona Dell'Abate
Ramona Dell'Abate (Feletto, 19 maggio 1956) è una conduttrice televisiva italiana.
Ha vissuto un periodo di grande popolarità durante tutti gli anni ottanta, conducendo diversi spettacoli televisivi andati in onda sia sulle reti Rai che sulle nascenti TV private. Nello stesso periodo si è avviata anche verso la carriera d'attrice, sia cinematografica che teatrale, per poi abbandonare progressivamente il piccolo schermo.

## Biografia
Dopo un esordio come interprete di fotoromanzi negli anni settanta e in alcune trasmissioni in ambito locale su alcune emittenti piemontesi, ha debuttato a livello nazionale nel 1980 nel programma Signorina grandi curve, cui sono seguiti, sempre su Rai 1, un'edizione di Domenica in (al fianco di Pippo Baudo) e lo show di prima serata Fantastico 3, con Corrado, Raffaella Carrà e Renato Zero.
Nel 1982 ha anche esordito al cinema nel film di Luciano Salce Vieni avanti cretino, nel quale ha recitato al fianco di Lino Banfi, Franco Bracardi e Luciana Turina, e in Sturmtruppen 2 - Tutti al fronte, di Salvatore Samperi.
Dopo un'ultima esperienza in Rai al fianco di Emilio Fede in Test, è passata alle reti Fininvest, dove ha condotto, nell'estate 1984, il Festivalbar al fianco di Claudio Cecchetto.
Nella stagione televisiva 1984/1985 ha presentato il quiz quotidiano di Retequattro M'ama non m'ama al fianco di Marco Predolin, mentre per l'estate 1986 le è stata affidata la conduzione di Azzurro insieme a Vittorio Salvetti.
Il 1986 è stato l'anno del suo rientro in Rai, dove ha condotto insieme a Gigi Sabani Chi tiriamo in ballo?.
L'anno successivo ha presentato su Rai 2 il programma musicale Bella d'estate, mentre nel 1988 è stata la volta del gioco Mare contro mare.
In seguito a queste esperienze, la sua carriera televisiva si è diradata in favore di quella teatrale, venendo ingaggiata da Pietro Garinei per i suoi spettacoli.
È tornata alla conduzione nel 1990 con il Cantagiro, e due anni dopo è stata alla guida, insieme a Gerry Scotti, dello show La grande sfida, in onda su Canale 5.
Al 1994 risale la conduzione, nuovamente al fianco di Marco Predolin, del game show di Italia 7 Quanto mi ami?, riproposizione di M'ama non m'ama, e la partecipazione a Canzoni spericolate nella squadra blu. Nel 1998 è tornata in onda su Rai 2 con la rubrica pomeridiana Io amo gli animali..
Negli anni duemila ha condotto alcune trasmissioni su Antenna Sicilia e Quarta Rete, emittenti rispettivamente siciliana e piemontese, apparendo solo saltuariamente come ospite in alcuni spettacoli delle reti nazionali.

## Filmografia
- Vieni avanti cretino, regia di Luciano Salce (1982)
- Sturmtruppen 2 - Tutti al fronte, regia di Salvatore Samperi (1982)

## Televisione
- Questa sera parliamo di... (Rete 3, 1980)
- Signorine grandi firme (Rete 3, 1981)
- Anteprima Estate 82 (Rete 1, 1982)
- Domenica in (Rete 1, 1980-1981)
- Fantastico 3 (Rete 1, 1982-1983)
- Test - Gioco per conoscersi (Rai 1, 1983)
- Discoestate (Rai 3, 1983)
- Discoinverno (Rai 3, 1983)
- Vota la voce (Canale 5, 1983)
- Festivalbar (Canale 5, 1984, 1986)
- M'ama non m'ama (Rete 4, 1984-1985)
- Buon Anno Musica (Italia 1, 1985)
- Azzurro (Italia 1, 1986)
- Ciao Estate (Rai 2, 1986)
- Chi tiriamo in ballo? (Rai 2, 1986-1987) inviata
- Bella d'estate (Rai 2, 1987)
- Regalo di Natale (Rai 2, 1987)
- Superball - La musica che vi farà ballare tutta l'estate (Rai 2, 1988)
- Mare contro mare (Rai 2, 1988)
- Notte dei caschi d'oro (Rai 2, 1988)
- 8 Marzo  - Premio città di Milano (Rai 2, 1989)
- Improvvisando 89 (Rai 2, 1989)
- Il Circo nel Mondo (Rai 2, 1990-1991)
- Festival internazionale del circo di Monte Carlo (Rai 2, 1990)
- Il nuovo Cantagiro (Rai 2, 1990)
- Simpaticissima (Canale 5, 1991, 1994) concorrente
- Il circo delle Stelle - Questa sera rischiamo anche noi (Rai 2, 1991)
- La grande sfida (Canale 5, 1992) inviata
- C'era due volte... (Rai 3, 1993) inviata
- Canzoni spericolate (Canale 5, 1994) concorrente
- Ma quanto mi ami? (Italia 7, 1994)
- Vita da Cani (Rai 2, 1995) inviata
- Io amo gli animali (Rai 2, 1998-1999)
- Mattina in Famiglia (Rai 2, 2003-2004)  cura una rubrica
- Cheese - La TV in positivo (Antenna Sicilia, 2003-2004)
- I Peccati di Ramona (Quarta Rete, 2010)
- Ma che musica Ramona (Quarta Rete, 2011)
- L'essenza di Saint Germain - Gli Speciali di Quarta Rete (Quarta Rete, 2012)

## Libri
- Cuci il becco , Giraldi Editore 2022